# Damjan Bohar
Damjan Bohar (ur. 18 października 1991 w Mačkovcach) – słoweński piłkarz grający na pozycji pomocnika.

## Kariera klubowa
W 1997 roku zaczął treningi w NK Mura. Po rozpadzie klubu w 2005 roku, został zawodnikiem ND Mura 05. W kwietniu 2009 zadebiutował w pierwszej drużynie tego klubu. W maju 2013 przeszedł do NK Maribor, w którym grał do końca sezonu 2017/2018. W lipcu 2018 podpisał trzyletni kontrakt z Zagłębiem Lubin.

## Kariera reprezentacyjna
W reprezentacji Słowenii zadebiutował 18 listopada 2014 w przegranym 0:1 meczu z Kolumbią.